# Chatom
Chatom – miasto w Stanach Zjednoczonych, w stanie Alabama, stolica hrabstwa Washington. W 2008 liczyło 1181 mieszkańców. W 2023 liczba mieszkańców spadła do 1068 osób, a gęstość zaludnienia do 37,9 osoby/km².